# Troglodyte de Bewick
Thryomanes bewickii
Genre
Espèce
Statut de conservation UICN

 LC  : Préoccupation mineure
Le Troglodyte de Bewick (Thryomanes bewickii (Audubon, 1827)) est une espèce d'oiseaux nord-américaine appartenant à la famille des Troglodytidae.
Son nom commémore le naturaliste Thomas Bewick (1753-1828).

## Description morphologique

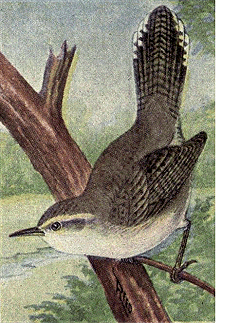
Sur cette gravure représentant un Troglodyte de Bewick, on voit nettement les zones blanches des plumes les plus externes de la queue (Chester A. Reed, The Bird Book, 1915)

Cet oiseau de 13 à 14 cm de longueur présente sur le dessus du corps un plumage brun chaud, légèrement rayé de sombre sur les ailes et la queue, et blanc ou gris-blanc dessous. Il possède une longue barre blanche bien visible qui part de la partie supérieure du bec, passe au-dessus de l'œil, puis se prolonge vers la nuque. Lorsque la queue est déployée, on s'aperçoit que les rectrices présentent une face inférieure blanche, rayée de noir, et que les plus externes présentent, sur leur face supérieure, une extrémité blanche. Le bec, assez long, est courbe et très fin. L'iris de l'œil est noir ; les pattes sont beige-rosé.

## Comportement

### Alimentation
Cet oiseau insectivore se nourrit généralement au sol ou dans la végétation près du sol. Il est capable, grâce à son long bec fin, d'aller chercher insectes et araignées dans de fines crevasses des écorces ou du terrain.

### Relations sociales
Lorsque cet oiseau chante, il se perche le plus souvent à une hauteur supérieure à celle où il cherche habituellement sa nourriture.

## Habitat

Carte de répartition
Aire de nidification
Présent à l'année
Aire d'hivernage

Le Troglodyte de Bewick vit dans des zones boisées à sous-bois bien développé, ou à leur lisière. On peut ainsi le rencontrer dans les lisières des forêts décidues, ou dans les forêts de conifères, dans le chaparral ou dans les bosquets des zones arides à association végétale Pinus-Juniperus.

## Répartition et sous-espèces

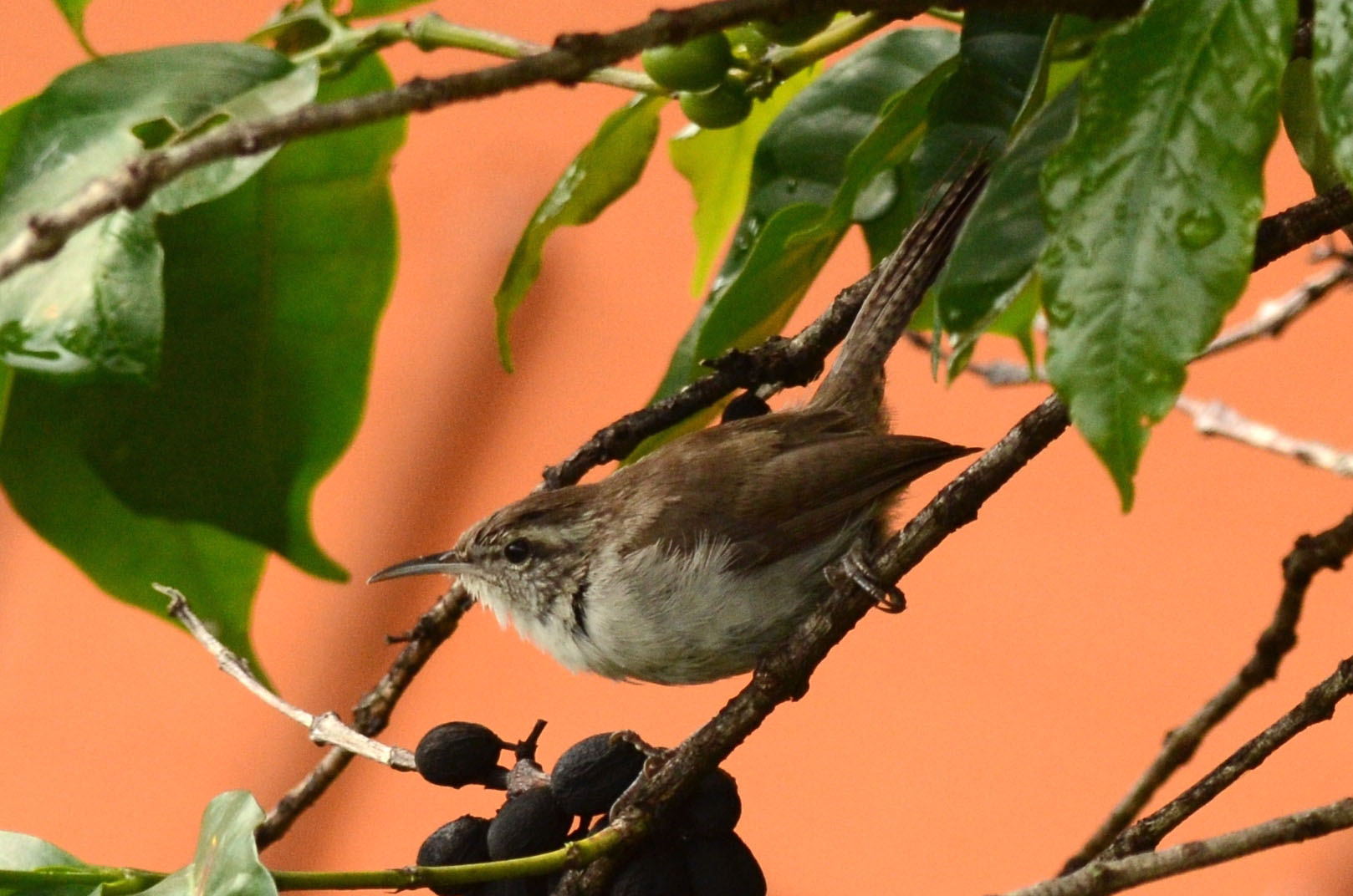
La sous-espèce T. b. mexicanus.

Selon la classification de référence du Congrès ornithologique international (15.1, 2025) il se répartit en quinze sous-espèces (ordre phylogénique) :
- T. b. calophonus Oberholser, 1898 — du sud-ouest de la Colombie-Britannique à l'Oregon ;
- T. b. drymoecus Oberholser, 1898 — du sud-ouest de l'Oregon à la vallée Centrale ;
- T. b. marinensis Grinnell, 1910 — littoral de Californie (nord) ;
- T. b. spilurus (Vigors, 1839) — littoral de Californie (centre) ;
- T. b. leucophrys (Anthony, 1895) — île San Clemente ;
- T. b. charienturus Oberholser, 1898 — péninsule de Basse-Californie (nord) ;
- T. b. cerroensis (Anthony, 1897) — île Cedros ;
- T. b. magdalenensis Huey, 1942 — péninsule de Basse-Californie (sud-ouest) ;
- T. b. brevicauda Ridgway, 1876 — Guadalupe ;
- T. b. eremophilus Oberholser, 1898 — du sud-ouest des États-Unis au centre du Mexique ;
- T. b. cryptus Oberholser, 1898 — du Kansas au nord du Mexique ;
- T. b. pulichi (Phillips, 1986) — est du Kansas et Oklahoma ;
- T. b. sadai (Philipps, 1986) — sud du Texas et nord-est du Mexique ;
- T. b. mexicanus (Deppe, 1830) — centre du Mexique ;
- T. b. bewickii (Audubon, 1827) — centre-est des États-Unis (aire dissoute à l'est du Mississippi).